# Asphondylia chrysothamni
Asphondylia chrysothamni är en tvåvingeart som beskrevs av Ephraim Porter Felt 1916. Asphondylia chrysothamni ingår i släktet Asphondylia och familjen gallmyggor. Inga underarter finns listade i Catalogue of Life.